# Dimorphosciadium
Dimorphosciadium es un género de plantas herbáceas perteneciente a la familia de las apiáceas.  Comprende 2 especies descritas y  aceptadas.

## Taxonomía
El género fue descrito por Michael Georgievich Pimenov y publicado en Byulleten' Moskovskogo Obshchestva Ispytatelei Prirody, Otdel Biologicheskii 80(3): 82. 2-30. 1975. La especie tipo es: Dimorphosciadium gayoides (Regel & Schmalh.) Pimenov	

## Especies
A continuación se brinda un listado de las especies del género Dimorphosciadium aceptadas hasta septiembre de 2012, ordenadas alfabéticamente. Para cada una se indica el nombre binomial seguido del autor, abreviado según las convenciones y usos.
- Dimorphosciadium gayoides (Regel & Schmalh.) Pimenov
- Dimorphosciadium shenii Pimenov & Kljuykov